# Sabicea gigantostipula
Sabicea gigantostipula är en måreväxtart som beskrevs av Karl Moritz Schumann. Sabicea gigantostipula ingår i släktet Sabicea och familjen måreväxter. Inga underarter finns listade i Catalogue of Life.